# Теплиця (притока Мияви)
Теплиця (словац. Teplica) — річка в Словаччині і Чехії, права притока Мияви, протікає в округах Миява і Сениця.
Довжина — 34 км; площа водозбору 129,8 км² 
Бере початок в масиві Білі Карпати на висоті 440 метрів біля села Кужельов. Впадає Пасецький потік.
Впадає у Мияву біля міста Сениця.